# Betim
Betim es un municipio de Brasil perteneciente al estado de Minas Gerais como parte de la Región Metropolitana de Belo Horizonte. La historia de Betim tiene sus orígenes en el siglo XVIII, si bien su emancipación llegó en 1939. Un gran impulso económico aconteció en la década de los 60, con la instalación de la Refinería Gabriel Passos, y la implantación de la Fiat Betim, por iniciativa del gobernador Rondon Pacheco, que transformó no solamente la ciudad sino el Estado de Minas Gerais como un todo. Otras grandes empresas también se establecieron en la ciudad.
- Localización: Zona metalúrgica, en la región metropolitana de Belo Horizonte.
- Principales cursos de agua: Rio Betim y Riacho das Areias
- Principales vías que sirven al municipio: MG 060, MG 050, BR 381, BR040, BR 262.

El actual alcalde de Betim es Carlaile de Jesús Pedrosa 

## Subdivisiones
Betim está dividida en 8 regiones creadas con el objetivo de facilitar la administración de la prefectura. Son estas: Alterosas, Citrolândia, Imbiruçu, Norte, PTB, Sede, Teresópolis, Vianópolis.

## Distancias
- Río de Janeiro - 461Km
- São Paulo - 560Km
- Vitória - 565Km
- Porto Alegre - 1712Km
- Brasilia - 745Km

## Economía
En 2016, Betim tuvo un Producto Interno Bruto (PIB) de más de 25,1 mil millones de reales. En 2008, Betim fue el 16º municipio más rico de Brasil. En 2018, Betim facturó más de mil millones de dólares con exportaciones. El principal producto exportado son automóviles y el principal destino es Argentina.